# Sciara nigrita
Sciara nigrita är en tvåvingeart som först beskrevs av Olivier 1813.  Sciara nigrita ingår i släktet Sciara och familjen sorgmyggor.
Artens utbredningsområde är Frankrike. Inga underarter finns listade i Catalogue of Life.